# Reo
REO er en amerikansk personbil og lastbil, som havde sin storhedstid i 1920erne, 1930erne og som militærkøretøj også i 1940erne.
REO er initialerne for Ransom Eli Olds (1864-1950), som grundlagde Reo Motor Company.
Mærket genopstod senere som en del af bilgiganten General Motors med navnet Oldsmobile
Reo er i dag en rimelig sjælden veteranbil med stor historisk værdi – måske mest på grund af lastbilerne fra 1. og 2. verdenskrig.